# كمتاسيا
كمتاسيا ستوديو (بالإنجليزية: Camtasia Studio)‏ هو برنامج حاسوب لعمل دروس فيديو وعروض تقديمية مباشرة من خلال تصوير الشاشة. بالإضافة إلى القيام بتعديل الفيديو وصناعة المؤثرات والمونتاج.
البرنامج يسمح بتسجيل الصوت أو وضع تسجيلات وسائط متعددة، وفيه الكثير من المميزات مثل: تكبير الشاشة، تشغيل الكاميرا، وتصوير الشاشة بدقة عالية، وتغيير شكل مؤشر الماوس، وعمل مقدمات احترافية، ومؤثرات بصرية وصوتية عديدة.
جعل مقاطع الفيديو مذهلة وتسجيلات الشاشة مع Camtasia - أفضل محرر فيديو الكل في واحد ومسجل الشاشة
كل ما تحتاجه للفيديو
ما عليك سوى إدخال اللقطات الخاصة بك أو تسجيل فيديو على شاشتك، ثم استخدم المحرر البسيط في Camtasia لإنشاء فيديو عالي الجودة.
اختر لقطاتك
أنشئ فيديو رائعًا، حتى إذا لم تكن أبدًا من قبل. تسهل Camtasia تسجيل شاشتك أو استيراد لقطات الكاميرا الخاصة بك.
اجعل تعديلاتك
تحرير مقاطع الفيديو في أي وقت. يتيح لك محرر الفيديو بالسحب والإفلات إضافة عناوين وصور ورسوم متحركة وموسيقى وتحولات وأكثر احترافية بجودة عالية.
إنشاء الفيديو الخاص بك
يمكن لأي شخص إنشاء فيديو جذاب مع Camtasia. لا يتعين عليك إنفاق آلاف الدولارات على الاستعانة بمصادر خارجية لمقاطع الفيديو الخاصة بك أو قضاء أشهر في تعلم نظام معقد.

## ميزات كامتاسيا ستوديو 9 مصممة لمساعدتك في إنشاء مقاطع فيديو أفضل
مسجل الشاشة : تسجيل أي جزء من الشاشة، وصولا إلى بكسل.
كاميرا الويب : تتيح لك كاميرا الويب إضافة لمسة شخصية إلى الفيديو الخاص بك.
الوسائط: استيراد الصور والصوت والفيديو حتى دقة 4K.
MULTI-TRACK TIMELINE: أنشئ مقاطع الفيديو بسرعة باستخدام مسارات متعددة للصور والفيديو والنص والصوت.
الشروحات: السهام ووسائل الشرح والأشكال والمزيد من المساعدة في الحصول على وجهة نظرك.
الانتقال: إضافة مقدمة / outro لبداية أو نهاية مقطع أو صورة أو شكل أو نص.
الرسوم المتحركة: تكبير أو تحريك أو إنشاء تأثيرات الحركة المخصصة الخاصة بك.
VOICE NARRATION: طريقة رائعة لإضافة سياق لما تعرضه.
تأثيرات الصوت: أضف المؤثرات الصوتية إلى التسجيلات أو الموسيقى أو السرد لتحسين الفيديو الخاص بك.
التأثيرات المرئية: قم بضبط الألوان وإضافة ظل إسقاط وتغيير سرعة القصاصة وغير ذلك الكثير.
التفاعل: إضافة اختبارات لمعرفة من يشاهد مقاطع الفيديو الخاصة بك، ومقدار ما شاهدوه.
الشاشة الخضراء: ضع نفسك في الفيديو الخاص بك مما يجعله يبدو كما لو كنت على حق في الإجراء.

## إصدارات البرنامج
تم إصدار عدة إصدارات لبرنامج كامتازيا، وأول إصدار للبرنامج هو Camtasia Studio 8 والذي تم إنتاجه عام 2002 وكانت وظائفه منخفضة مقارنة مع برامج إنتاج الفيديوهات الأخرى، ومن ثم قامت الشركة بتطوير شامل لواجهة البرنامج ولخصائصه وانتجت برنامج Camtasia 9 في عام 2017 وبعد ذلك في عام 2018 تم إصدار برنامج Camtasia 2018 والمشابه من حيث الواجهة لنسخة Camtasia 9 لكن مع بعض الإضافات والتحسينات وثم في عام 2019 تم إصدار برنامج Camtasia 2019 مع بعض التطويرات والتعديلات.

## ترخيص البرنامج
ترخيص البرنامج في الأصل تجاري، ولكن عند تحميل البرنامج لأول مرة يتم منح المستخدم فترة تجريبية مدتها 30 يوماً، لكي يتمكن المستخدم من تجربة وظائف البرنامج، ويمكن للمستخدم خلال هذه الفترة تصدير مقاطع الفيديو من البرنامج، ولكن ستظهر في وسطها علامة مائية لشعار البرنامج؛ ولن يتمكن المستخدم من إزالتها إلا عبر شراء النسخة الكاملة من البرنامج.

## وصلات خارجية
- الموقع الإلكتروني